# Астафьевский сельсовет
Астафьевский сельсовет - сельское поселение в Канском районе Красноярского края.
Административный центр - село Астафьевка.

## Население
| 2010 | 2012  | 2013  | 2014  | 2015  | 2016  | 2017  |
| ---- | ----- | ----- | ----- | ----- | ----- | ----- |
| 1532 | ↘1497 | ↘1459 | ↘1415 | ↘1403 | ↘1393 | ↘1392 |

## Состав сельского поселения
В состав сельского поселения входят 3 населённых пункта:
| № | Населённый пункт | Тип населённого пункта       | Население |
| - | ---------------- | ---------------------------- | --------- |
| 1 | Астафьевка       | село, административный центр | ↗976      |
| 2 | Леонтьевка       | деревня                      | ↗251      |
| 3 | Тайна            | деревня                      | ↘305      |

## Местное самоуправление
Астафьевский сельский Совет депутатов
Дата избрания: 14.03.2010. Срок полномочий: 5 лет. Количество депутатов:  10
Глава муниципального образования
- и.о. Комлякова Светлана Михайловна. Дата избрания: 14.03.2010. Срок полномочий: 5 лет